# شطرنج‌بازان (فیلم)
شطرنج‌بازان (هندی: शतरंज के खिलाड़ी)؛ فیلمی از سینمای هند ساختهٔ کارگردان بنگالی ساتیاجیت رای، بر اساس داستان کوتاهی از منشی پریم‌چند به همین نام، که در سال ۱۹۷۷ میلادی منتشر شد. امجد خان در نقش واجد علی شاه، پادشاه اوده در این فیلم حضور دارد. همچنین بازیگران برجسته‌ای نظیر سانجیو کومار، سعید جعفری، شبانه اعظمی و ریچارد اتنبرا در آن بازی کرده‌اند.
اتفاقات فیلم در ۱۸۵۶ میلادی واقع شده، زندگی و آداب‌ورسوم قرن ۱۹ شبه‌جزیزهٔ هند در آستانهٔ شورش‌های سال ۱۸۵۷ میلادی در این سرزمین را نشان می‌دهد. تمرکز فیلم بر سیاست‌های توسعه‌طلبانهٔ استعماری کمپانی هند شرقی بریتانیا می‌باشد.
این اثر سینمایی برای بهترین فیلم خارجی‌زبان در پنجاه و یکمین دوره جوایز اسکار، پیشنهاد اما نامزد نشد.

## بازیگران
- شبانه اعظمی
- فریدا جلال
- ریچارد اتنبرا
- آمیتاب باچان
- سانجیو کومار
- سعید جعفری
- ویکتور بنرجی
- امجد خان